# Holcopasites ruthae
Holcopasites ruthae là một loài Hymenoptera trong họ Apidae. Loài này được Cooper mô tả khoa học năm 1993.